# روابط ایران و جیبوتی
روابط ایران و جیبوتی به مجموعه مراودات سیاسی، اقتصادی، اجتماعی بین ایران و جیبوتی گفته می‌شود.

## جمهوری جیبوتی
جمهوری جیبوتی در شمال شرق آفریقا واقع است و جمعیتی حدود ۸۰۰ هزار نفر و مساحتی حدود ۲۳ هزار کیلومترمربع دارد. ۹۶درصد مردم این کشور مسلمان سنی و ۴ درصد بقیه مسیحی هستند. موقعیت استراتژیک این کشور در باب‌المندب و فاصله ۲۰ کیلومتری آن با یمن، و مسلمان بودن آنها، این کشور را یکی از اهداف مهم برای جمهوری اسلامی ایران درآورده است. این کشور در ماه مه ۱۹۷۷ و قبل از انقلاب ایران رفراندمی برگزار کرد که ۹۸ درصد مردم به جدائی از فرانسه رأی دادند که بر اساس آن از مستعمره فرانسه خارج و به عنوان یک کشور مستقل به عضویت سازمان ملل متحد درآمد.

## تاریخچه
در سال۱۹۹۷ برابر با ۱۳۷۶ هجری خورشیدی آپتیدون رئیس‌جمهور وقت جیبوتی در اجلاس سران کنفرانس اسلامی در تهران شرکت کرد و در این سفر برای اجرای چند طرح در کشور جیبوتی که اولویت داشت توسط شرکت‌های خصوصی و دولتی ایران توافق شد. در ماه مه ۱۹۹۸ جیبوتی سفیر خود در یمن را به عنوان سفیر آکردیته در ایران معرفی کرد.
جیبوتی جزو کشورهایی بود که همواره در مسئله محکومیت حقوق بشر ایران در مجامع بین‌المللی به نفع ایران رأی می‌داد. رئیس‌جمهور وقت جیبوتی، اسماعیل عمر غیله دو بار به ایران سفر کرد اولین سفر وی در سال ۲۰۰۳ و دیگری در سال ۲۰۰۶ بود که به دعوت رئیس‌جمهور وقت ایران، محمود احمدی‌نژاد انجام شد.

## روابط اقتصادی
در سال ۲۰۰۳ در سفر اسماعیل عمر غیله به ایران یک موافقت نامه بازرگانی و تفاهم نامه همکاری بین دو کشور به امضا رسید که در آن احداث ساختمان پارلمان و مرکز تجاری در جیبوتی منظور شده بود.
در سال ۲۰۰۶ مذاکرات دو کشور برای خرید سوخت یا گاز مایع برای دو سال انجام شد. در این مذاکرات بر روی تأمین نیازهای دفاعی جیبوتی نیز صحبت شده و ۵ دستگاه خودروی سمند نیز تحویل جیبوتی شد.
در سال ۲۰۰۷، معاون اول وقت رئیس‌جمهوری ایران به همراه یک هیئت بلندپایه به منظور توسعه اقتصادی و تجاری به جیبوتی سفر کردند.
در اسفند ۲۰۰۸ در سفر احمدی‌نژاد به جیبوتی ۵ سند همکاری میان دو کشور به امضا رسید که ۴ سند آن مربوط به همکاری وزارت امور خارجه دو کشور شامل لغو روادید سیاسی و خدمت، سند کمک توسعه یی و سند مربوط به ساخت مرکز فنی و حرفه‌ای به امضای وزرای خارجه دو کشور رسید همچنین سند اعطای خط اعتباری ایران به جیبوتی نیز به امضا رسید.

## روابط سیاسی

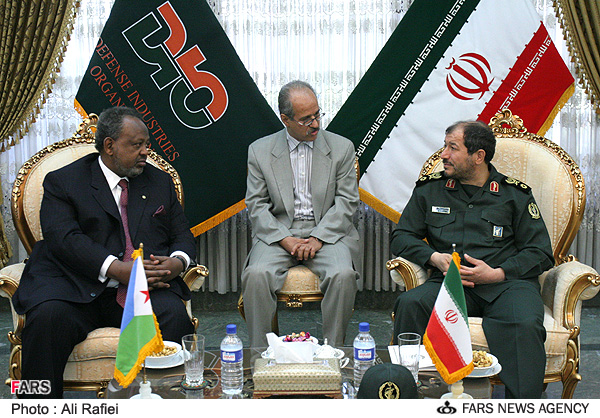
مصطفی محمدنجار و اسماعیل عمر غیله، ۲۰۰۸

در تاریخ ۱۷ سپتامبر ۲۰۰۸ محمد جواد زمانیان سفیر جدید ایران در اتیوپی استوارنامه خود را تسلیم گیرما ولده گرگیس رئیس‌جمهور اتیوپی کرد، وی همچنین سفیر آکردیته در جیبوتی و سومالی نیز می‌باشد و در همین سال سهل اسماعیل نور سفیر آکردیته جیبوتی در ایران کار خود را آّغاز کرد.
در سال ۲۰۱۲ علی بحرینی سفیر ایران در اتیوپی به عنوان سفیر آکردیته ایران در جیبوتی کار خود را آغاز کرد.
در سال ۲۰۰۸ وزیر امور خارجه جیبوتی که به ایران سفر کرده بود با منوچهر متکی، وزیر امور خارجه ایران دیدار کرد، در کنفرانس مطبوعاتی برگزار شده متکی با اشاره به مواضع خوب دو کشور از اقدام اتاق بازرگانی ایران در راه اندازی مرکز تجاری در سواحل جیبوتی خبر داد و اظهار امیدواری کرد که این روابط بیشتر شود.
در فوریه ۲۰۰۹ در دیدار کوروش پرویزیان، مدیر عامل بانک توسعه صادرات ایران با جاماهاید، رئیس کل بانک مرکزی جیبوتی، طرفین ر توسعه روابط بین دو کشور تأکید کرده و ایران اعلام کرد که پروژه ساختمان پارلمان جیبوتی را که در حال احداث است را تأمین مالی کرده و با اعطای خط اعتباری ۱۰ میلیون دلاری بستر مناسبی برای توسعه فراهم کند.
در مارس ۲۰۰۹ احمدنژاد، رئیس‌جمهور وقت ایران همراه با یک هیئت ۱۰۰ نفره به جیبوتی سفر کرده بود در کاخ ریاست جمهوری جیبوتی با رئیس‌جمهور وقت جیبوتی، عمر گیله، دیدار کرد. احمدی‌نژاد در این دیدار گفت که ظرفیت‌های خوبی برای سرمایه‌گذاری در جیبوتی وجود دارد و ایران برخی از طرح‌های بندری لیبرتی را اجرا خواهد کرد و امکاناتی برای صادرات کالاهای ایرانی به جیبوتی در نظر گرفته شده‌است.
در ژوئیه ۲۰۰۹ در پاسخ به حسن نیت کشور جیبوتی، ایران برای دارندگان گذرنامه‌های ایرانی روادید ۳۰ روزه بین ایران و جیبوتی را بشرط عمل متقابل لغو کرد.
در دسامبر ۲۰۱۰ محمد دلیتا نخست‌وزیر جیبوتی از ایران دیدار داشت که وی در این دیدار با رئیس‌جمهور و رئیس مجلس ایران دیدار داشت.
در ژوئیه ۲۰۱۳سفیر جدید جیبوتی، محمد ظهر حرسی، استوارنامه خود را تقدیم رئیس‌جمهور وقت ایران، احمدی‌نژاد، کرد و محمود احمدی‌نژاد دراین دیدار توسعه روابط با کشورهای آفریقایی و به‌طور خاص کشور جیبوتی را حائز اهمیت زیادی دانسته و از جیبوتی در این رابطه تشکر کرد.
در سال ۲۰۱۴ ساختمان مجلس جیبوتی که توسط دو شرکت ایرانی ساخته می‌شد به پایان رسید و رئیس مجلس وقت ایران، علی لاریجانی در افتتاحیه این ساختمان شرکت کرد و در سخنانی که ایراد کرد اظهار امیدواری کرد که تحویل این ساختمان جدید به جیبوتی بتواند فصل جدیدی در روابط دو کشور ایجاد شود.

## قاچاق سلاح
در آوریل ۲۰۱۲ (فروردین ۱۳۹۱) یک کشتی آلمانی بنام آتلانتیک کروزر، متعلق به شرکت باک اشتایگل در بندر جیبوتی محموله تسلیحاتی جمهوری اسلامی ایران برای سوریه را بارگیری کرد و قرار بود این محموله تسلیحاتی را به حکومت بشار اسد در سوریه برساند. این کشتی در حال حرکت به مقصد بندر طرطوس بود که به گزارش «اشپیگل آنلاین» (۱۴ آوریل/۲۶ فروردین)، یکی از مقامات دستگاه دولتی سوریه که از بشار اسد رویگردان شده، ماجرای این کشتی را فاش کرد و به شرکت آلمانی هشدار داده‌است. این کشتی باری با پرچم آنتیگوآ و باربودا (کشوری در دریای کارائیب) بود که روز چهارشنبه، ۱۸ آوریل در نزدیکی سواحل سوریه در دریای مدیترانه متوقف و برای بازرسی به بندر اسکندرون هدایت شد. سرانجام پس از ۴ روز کشتی رفع توقیف و به راه خود ادامه داد

## تیرگی و قطع رابطه دو کشور
در دسامبر ۲۰۱۶ رئیس‌جمهور وقت جیبوتی اسماعیل عمر غیله، در مصاحبه با روزنامه الشرق الاوسط گفت: «ایران به صورت آشکار در کشورهای عربی مانند یمن، بحرین، سوریه و عراق دخالت کرده و ایجاد فتنه فرقه‌ای کرده و از شبه نظامیان حمایت مالی و تسلیحاتی می‌کند و کشورهای عربی را به میدان جنگ تبدیل کرده‌است و حق اعراب است که با این اقدامات فتنه گرایانه ایران مقابله بکنند.» سخنگوی وزارت امور خارجه ایران، بهرام قاسمی در واکنش به سخنان رئیس‌جمهور جیبوتی در مورد دخالت‌های ایران در کشورهای منطقه گفت: «این سخنان واقعیت ندارد و بهتر است به جای تکرار سخنان نادرست واقع بین باشند و این مواضع کمکی به صلح و امنیت منطقه نمی‌کند.»
در دسامبر ۲۰۱۶ در یک موضعگیری دیگر وزیر خارجه جیبوتی محمود علی یوسف در مصاحبه با الشرق الاوسط گفت: «یک دیدار شناسایی از جانب فرماندهان نظامی عربستان در برخی مناطق جیبوتی در جریان است و این کشور میزبان حضور نظامی عربستان خواهد بود. ما طبعاً در این رابطه در اساس موافقت کرده‌ایم. ما انتظار داریم که بزودی امضای این توافقنامه انجام شود» و حول روابط با ایران یوسف توضیح داد: «جیبوتی از ابتدا احساس کرد که همکاری با تهران بسیاری خطاها در پی دارد و مسائلی در آن می‌باشد که چه بسا ما را وارد راه‌های پرپیچ و خم کند؛ لذا ما کم‌کم از این کشور فاصله گرفتیم در حالی که ایران به مشروعیت در یمن و منافع عربی تعدی می‌کند جیبوتی تصمیم گرفت که روابطش با ایران را قطع کند.»
در مه ۲۰۱۷ وزیر دفاع جیبوتی، علی حسن بهدون تأکید کرد، که کشورش برای مراقبت هرگونه دخالت نظامی یا قاچاق سلاح از ایران به یمن با ریاض هماهنگ می‌کند و به گفتهٔ بهدون عربستان ستون اصلی برای برقراری ثبات در منطقه محسوب می‌شود و سیاست توسعه‌طلبانه تهران را عامل فتنه و آشوب در منطقه عربی بشمار آورد. در همین ماه یک توافق نظامی بین عربستان و جیبوتی به امضا رسید که هدف آن هماهنگی و همکاری امنیتی بین دو کشور در منطقه دریای سرخ برای جلوگیری از دخالت‌های ایران در منطقه و قاچاق سلاح ایران به یمن می‌باشد. با توجه به اینکه جیبوتی در نزدیکی باب‌المندب و از یمن تنها ۳۰ کیلومتر فاصله دارد یک موقعیت استراتژیک دارد که ایران از سالیان پیش در صدد نفوذ سیاسی و نظامی در این کشور بود تا از این طریق یکی از پایگاه‌های قاچاق سلاح ایران به یمن شود که به دلیل تشکیل ائتلاف عربی ایران در طرح خود شکست خورد.
بعد از حمله به سفارت عربستان و به آتش کشیدن آن در ۱۲ دیماه ۱۳۹۴ (ژانویه ۲۰۱۵) که منجر به قطع رابطه عربستان با ایران شد، برخی کشورهای دیگر نیز روابط خود را با ایران قطع کردند که جیبوتی نیز از جمله آن کشورها بود. ایران به دلیل کمک‌های اقتصادی که به جیبوتی کرده بود انتظار این قطع رابطه را نداشت.